# Ljadow-Gletscher
Der Ljadow-Gletscher (russisch Ледник Лядова Lednik Ljadowa) ist ein Gletscher auf der westantarktischen Alexander-I.-Insel. Auf der Harris-Halbinsel fließt er in ostnordöstlicher Richtung zum Brahms Inlet.
Die Akademie der Wissenschaften der UdSSR benannte ihn 1987 nach dem russischen Komponisten Anatoli Ljadow (1855–1914).